# Paul Sewald
Paul Stanton Sewald (né le 26 mai 1990 à Las Vegas, Nevada, États-Unis) est un lanceur de relève droitier des Diamondbacks de l’Arizona de la Ligue majeure de baseball.

## Carrière

### Mets de New York
Joueur des Toreros de l'université de San Diego, Paul Sewald est repêché par les Mets de New York au 10e tour de sélection en 2012. 
Il s'aligne avec l'équipe de baseball des États-Unis et remporte une médaille d'argent en baseball aux Jeux panaméricains de 2015.
Il fait ses débuts dans le baseball majeur le 8 avril 2017 avec les Mets.

### Mariners de Seattle
Le 7 janvier 2021, il signe un contrat avec les Mariners de Seattle.